# Yanmar
Yanmar Co., Ltd. (ヤンマー株式会社, Yanmā Kabushiki-Gaisha) est une compagnie japonaise fabriquant des moteurs. L'entreprise est principalement reconnue pour ses moteurs marins et d'engins de travaux publics. L'équipe de Cerezo Ōsaka était originellement celle de Yanmar Diesel. Les moteurs produits sont utilisés dans différents secteurs (maritime, construction, agriculture, générateurs).

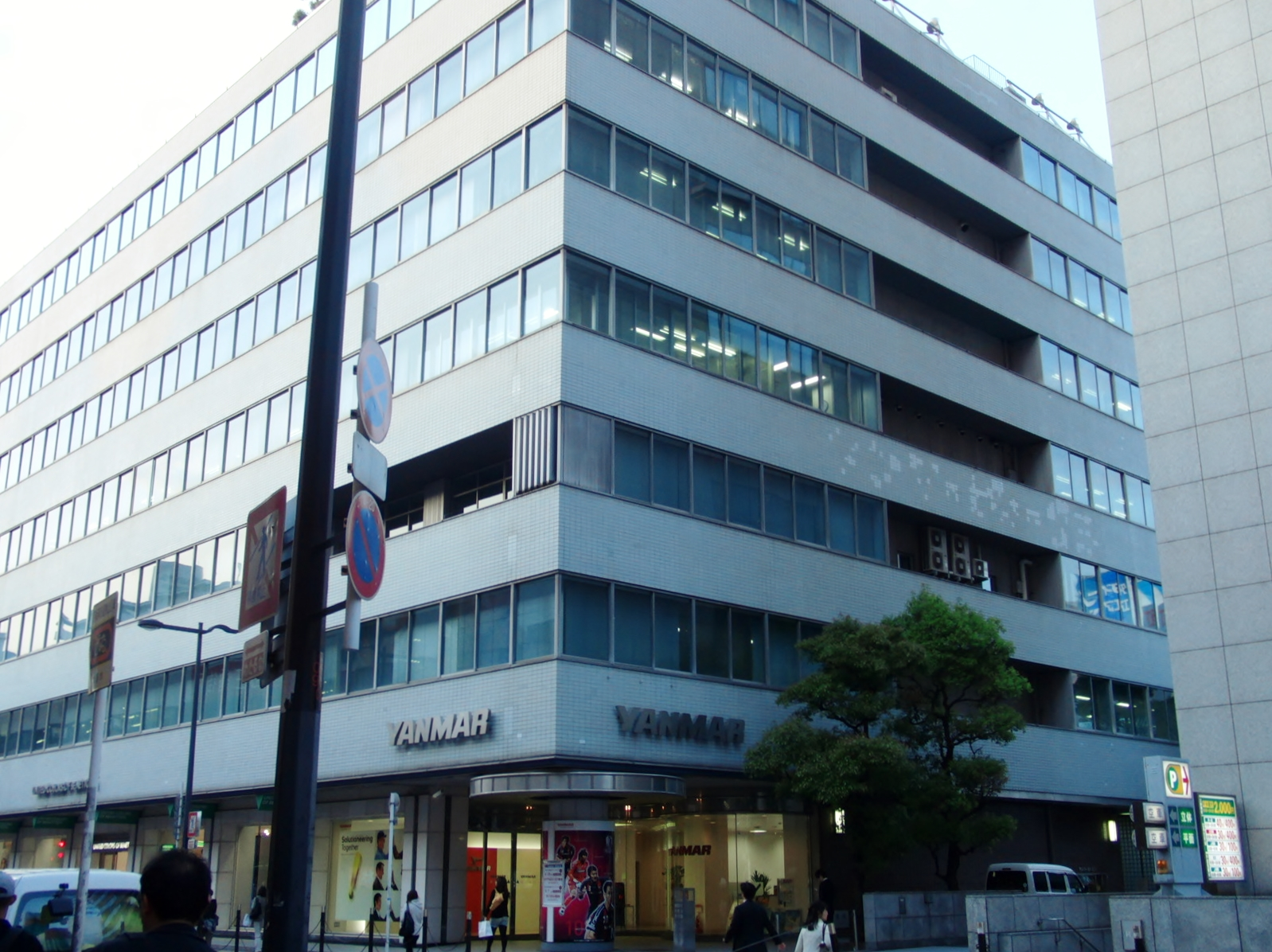
Siège de Yanmar à Osaka

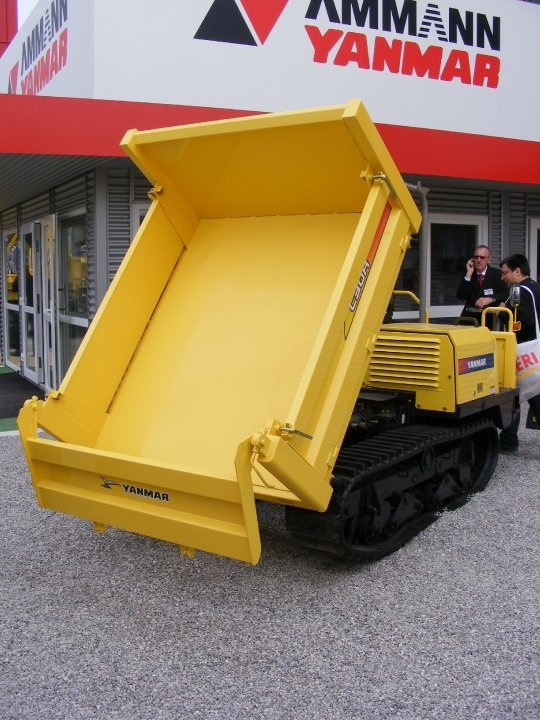
Mini tombereau Ammann/Yanmar

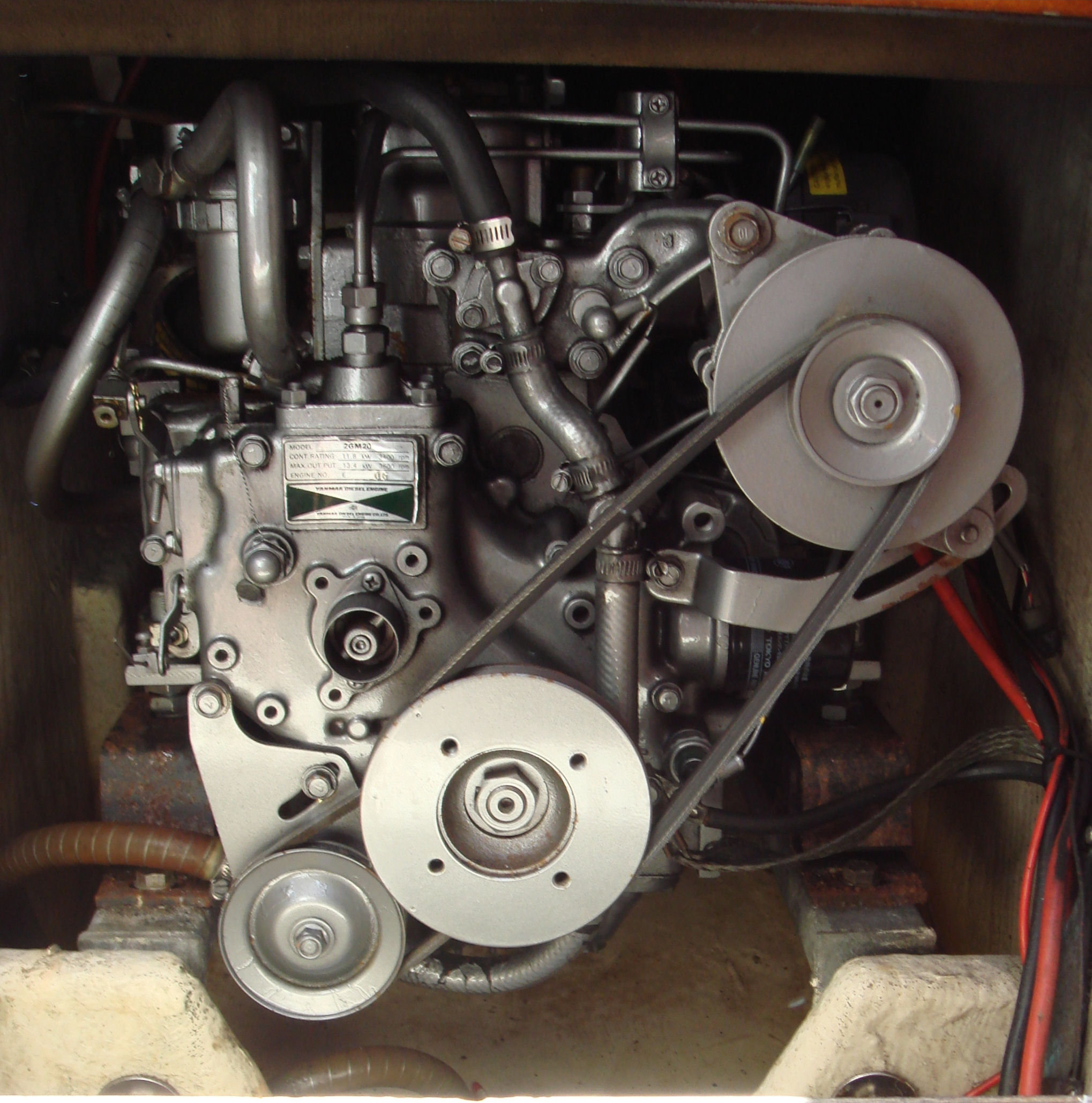
Moteur Diesel Yanmar 2GM20 d'un voilier

## Description de la société
Fondée par Magokichi Yamaoka en 1912, YANMAR reste une société familiale mais avec une implantation mondiale grâce à 26 unités de fabrication et 180 distributeurs dans 135 pays.
Environ 70 % de l'activité sont occupés par la conception et la fabrication de moteurs Diesel pour diverses applications :
- Agriculture : machines agricoles (tracteurs, moissonneuse-batteuses, machines pour rizières, etc.)
- Marine : YANMAR fabrique des moteurs pour tous types de bateaux, des petits bateaux de plaisance aux bateaux de pêche.
- Machines de construction : par exemple micro-pelles, carriers et chargeuses.
- Industrie : groupes électrogènes, machines à souder, éclairages de chantier…

## Autres activités
Yanmar possède l'équipe Cerezo Osaka qui fait partie de la J.League. L'entreprise sponsorise aussi la Ligue des champions de l'AFC, la course Yanmar et différents programmes de météo japonaise.
Yanmar est un sponsor du club de football allemand Borussia Dortmund et du club anglais Manchester United.

## Historique
- 1912 : Yamaoka Magokichi crée l'entreprise sous le nom de Yamaoka Engine Workshop.
- 1931 : Création de Yamaoka Engine Workshop Limited.
- 1936 : Création de Yamaoka Internal Combustion Machines Limited.
- 1940 : Fusion de Yamaoka Engine Workshop Limited et Yamaoka Internal Combustion Machines Limited.
- 1952 : L'entreprise change de nom : elle s'appelle désormais Yanmar Diesel Limited.
- 2002 : L'entreprise est rebaptisée Yanmar Limited.
- 2015 : Yanmar rachète 70 % du constructeur espagnol de groupes électrogènes Himoinsa.

## Produits
- Yanmar 2GM20

## Véhicules équipés de motorisation Yanmar
- Corvus DX4 Terrain